# Fallopia
Fallopia es un género de 12–15 especies pertenecientes a la familia Polygonaceae. Antiguamente estas especies se circunscribían al género Polygonum.
El género es originario de las regiones templadas y subtropicales del Hemisferio Norte.
El género incluye plantas herbáceas perennes y trepadoras tanto herbáceas como leñosas.
Varias especies del género son invasoras, especialmente Fallopia japonica en Europa y América del Norte.
El género lleva el nombre de Gabriele Falloppio, o Fallopius, que fue el superintendente del jardín botánico de Padua. También fue un reconocido anatomista, siendo considerado uno de los fundadores de la moderna anatomía junto con Andrés Vesalio y Bartolomeo Eustachio.
Las larvas de algunas especies de lepidópteros se alimentan de ejemplares de Fallopia. Por ejemplo, Coleophora therinella se alimenta de Fallopia convolvulus.

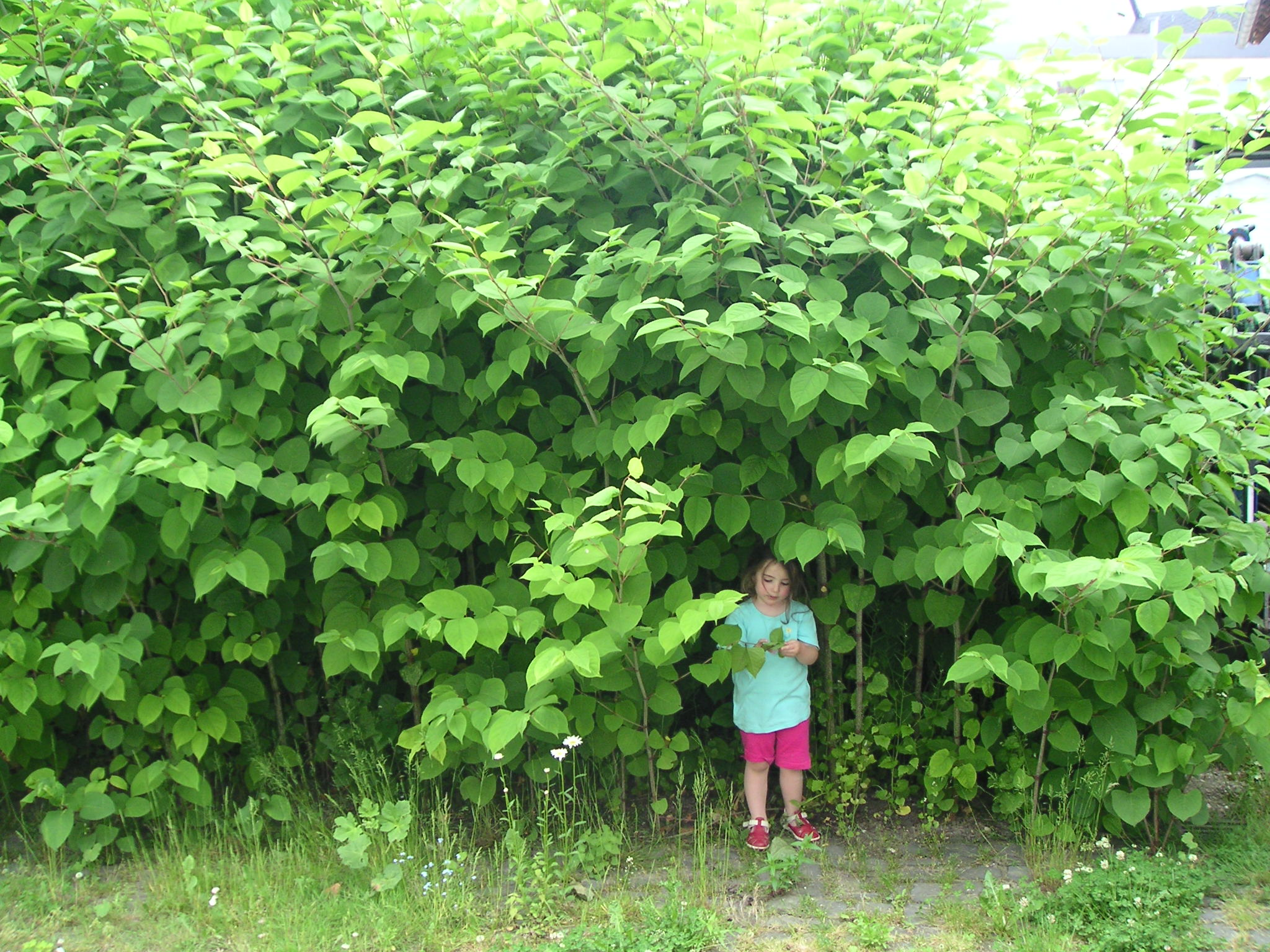
F. japonica, una especie invasora.

## Especies
- Fallopia baldschuanica (sin. Fallopia aubertii, Polygonum baldschuanicum, Polygonum aubertii). Este de Asia.
- Fallopia cilinodis (sin. Polygonum cilinode, Bilderdykia cilinodis). Norteamérica.
- Fallopia convolvulus (sin. Polygonum convolvulus, Bilderdykia convolvulus). Europa, Asia, norte de África

F. convolvulus var. subalatum
- Fallopia cynanchoides (sin. Polygonum cynanchoides). Oeste de China
- Fallopia dentatoalata (sin. Polygonum dentatoalatum). Este de Asia
- Fallopia denticulata (sin. Polygonum denticulatum). Sur de China
- Fallopia dumetorum (sin. Polygonum dumetorum, Bilderdykia dumetorum). Europa, Asia, norte de África
- Fallopia forbesii (sin. Polygonum forbesii). Norte China, Korea
- Fallopia japonica (syn. Polygonum cuspidatum, Polygonum japonicum, Polygonum reynoutria, Reynoutria japonica). Este Asia

F.japonica var. compacta
F.japonica var. compacta f. rosea Hort.
- Fallopia multiflora (syn. Polygonum multiflorum). Este Asia

F. multiflora var. hypoleuca
- Fallopia polystachyum.
- Fallopia pterocarpa (sin. Polygonum pterocarpum). Sur Asia
- Fallopia sachalinensis (sin. Polygonum sachalinense, Reynoutria sachalinensis). Siberia
- Fallopia scandens. Norteamérica - enredera de las Antillas[1]

## Especies invasoras
F. japonica y F. sachalinensis se consideran plantas invasoras. F. japonica, originaria de Japón, fue introducida primero en el Reino Unido y luego en América del Norte en el siglo XIX como planta ornamental.
Algunas fallopias crecen muy rápidamente durante la primavera: F. sachalinensis puede llegar a 4,5 m en el verano, F. japonica a 3 m, y F. polystachyum a 1,5-2 m. Algunas especies pueden propagarse rápidamente desde una extensa red de rizomas, desarrollándose desde 7-20 m desde la planta madre y a un mínimo de 2 m de profundidad. Los fragmentos de raíz y tallo de tan sólo 1 cm pueden formar colonias de nueva planta. Los desbordamientos de ríos y arroyos y la dispersión de plantas en toda el área inundada provocan su diseminación. Al igual que con otras especies invasoras de plantas, el suelo recién perturbado permite el rápido crecimiento de las plantas jóvenes, que, debido a su vigor, desplazan a las especies autóctonas, disminuyendo la diversidad de la zona. Cortar el césped, y el tratamiento con algunos herbicidas, especialmente en los comienzos a mediados de temporada de crecimiento, no frenan su crecimiento y, de hecho, a menudo estimulan la producción de brotes de yemas latentes dispersas en la raíz o rizomas.
Especies invasoras en España
Debido a su potencial colonizador y constituir una amenaza grave para las especies autóctonas, los hábitats o los ecosistemas, Fallopia japonica y Fallopia baldschuanica han sido incluidas en el Catálogo Español de Especies exóticas Invasoras, aprobado por Real Decreto 630/2013, de 2 de agosto, estando prohibida en España su introducción en el medio natural, posesión, transporte, tráfico y comercio.

## Propiedades
Los tallos de F. japonica y otras se han utilizado para aislar trans-resveratrol, producto clásicamente extraído de especies de vid. Este producto posee gran actividad antioxidante. F. japonica se utiliza para tratar el cáncer.[cita requerida]